# Juan José Rosón
Juan José Rosón Pérez, né le 25 septembre 1932 à Becerreá et mort le 18 août 1986 à Madrid, est un homme politique espagnol membre de l'Union du centre démocratique (UCD).
Il est gouverneur civil de la province de Madrid entre 1976 et 1980, et ministre de l'Intérieur de 1980 à 1982.

## Biographie

### Études et débuts professionnels
Il étudie les sciences économiques et les sciences politiques à l'université de Madrid. Il occupe ensuite un poste de professeur à l'École officielle de radiodiffusion et de télévision (EORT). En 1962, il est nommé pour deux ans secrétaire général du syndicat étudiant universitaire (SEU).

### Long parcours journalistique
Il devient en 1964 directeur de la coordination et secrétaire général de la Télévision espagnole (TVE). Membre du conseil d'administration de l'EFE entre 1968 et 1969, il est porté en 1970 à la direction du syndicat national du spectacle.
Le 4 janvier 1974, Juan José Rosón est nommé directeur général de la Radio-télévision espagnole (RTVE). Il est relevé de son poste au bout de trois mois seulement.

### Passage en politique
Il est choisi le 11 août 1976 pour occuper le poste de gouverneur civil de la province de Madrid, et déclare dans son discours de prise de fonction au palais de La Moncloa que « il faut faire de Madrid une ville avec son autonomie et ses personnalités propres ».
À l'occasion du remaniement ministériel du 3 mai 1980, Juan José Rosón est désigné ministre de l'Intérieur, à la suite du refus exprimé deux fois par le général de police José Antonio Sáenz de Santa María et au changement de destination de Salvador Sánchez-Terán.
Reconduit le 27 février 1981 par Leopoldo Calvo-Sotelo, il s'oppose au mois de juin suivant au ministre des Affaires étrangères, José Pedro Pérez-Llorca pour la présidence de la fédération de l'UCD dans la province de Madrid. Finalement, il s'accorde avec son adversaire et les deux appuient Miguel Doménech au cours de l'assemblée provinciale de juillet.
Au mois de septembre 1982, son nom est évoqué pour occuper la troisième place de la liste de l'UCD dans la circonscription de Madrid pour les élections législatives anticipées du 28 octobre 1982, ce qui irait à l'encontre de la volonté exprimée par Antonio Garrigues, chef du Parti démocrate-libéral. Finalement, il est bien investi à cette position, après Landelino Lavilla et Calvo-Sotelo. Le résultat final donne aux centristes un mandat, ce qui l'amène à quitter le jeu politique.
Hospitalisé une semaine en décembre 1985 pour une insuffisance respiratoire, il meurt d'un cancer du poumon le 18 août 1986, à l'âge de 53 ans.

### Famille et vie privée
Marié et père de quatre enfants, il est le frère cadet d'Antonio Rosón, président pré-autonome de la Galice.